# B-VM i håndbold 1977 (kvinder)
| B-VM 1977 | B-VM 1977      |
| --------- | -------------- |
| Guld      | Jugoslavien    |
| Sølv      | Polen          |
| Bronze    | Rumænien       |
| 4.        | Vesttyskland   |
| 5.        | Holland        |
| 6.        | Danmark        |
| 7.        | Sverige        |
| 8.        | Frankrig       |
| 9.        | Norge          |
| 9.        | Israel         |
| 9.        | Bulgarien      |
| 9.        | Schweiz        |
| 9.        | Spanien        |
| 9.        | Storbritannien |

B-Verdensmesterskabet i håndbold for kvinder 1977 var det første B-VM i håndbold for kvinder, og turneringen blev afviklet i Vesttyskland i perioden 3. – 10. december 1977 og fungerede som kvalifikation til A-VM året efter. De 14 deltagende hold spillede om fem ledige pladser ved A-VM.
Mesterskabet blev vundet af Jugoslavien, som dermed kvalificerede sig til A-VM 1978 sammen med Polen, Rumænien, Vesttyskland og Holland. Danmark endte på 6.-pladsen og kvalificerede sig derfor ikke til det næste A-VM, som dermed blev det første VM uden dansk deltagelse.

## Resultater

### Indledende runde
I den indledende runde var de 14 hold opdelt i to grupper med fire hold og to grupper med tre hold. I hver gruppe spillede holdene alle-mod-alle, og de to bedste hold i hver gruppe gik videre til hovedrunden om placeringerne 1-8.

#### Gruppe A
| Dato  | Kamp                   | Res.  |
| ----- | ---------------------- | ----- |
| 3.12. | Norge - Spanien        | 17-10 |
| 3.12. | Vesttyskland - Holland | 10-10 |
| 4.12. | Holland - Spanien      | 15-9  |
| 4.12. | Vesttyskland - Norge   | 10-6  |
| 5.12. | Norge - Holland        | 10-12 |
| 5.12. | Vesttyskland - Spanien | 18-10 |

| Hold         | Kampe | Mål   | Point |
| ------------ | ----- | ----- | ----- |
| Vesttyskland | 3     | 38-26 | 5     |
| Holland      | 3     | 37-29 | 5     |
| Norge        | 3     | 33-32 | 2     |
| Spanien      | 3     | 29-50 | 0     |

#### Gruppe B
| Dato  | Kamp                    | Res.  |
| ----- | ----------------------- | ----- |
| 3.12. | Jugoslavien - Frankrig  | 22-11 |
| 4.12. | Bulgarien - Frankrig    | 15-17 |
| 5.12. | Jugoslavien - Bulgarien | 21-11 |

| Hold        | Kampe | Mål   | Point |
| ----------- | ----- | ----- | ----- |
| Jugoslavien | 2     | 43-22 | 4     |
| Frankrig    | 2     | 28-37 | 2     |
| Bulgarien   | 2     | 26-38 | 0     |

#### Gruppe C
| Dato  | Kamp               | Res.  |
| ----- | ------------------ | ----- |
| 3.12. | Rumænien - Schweiz | 26-7  |
| 4.12. | Sverige - Schweiz  | 16-10 |
| 5.12. | Rumænien - Sverige | 7-7   |

| Hold     | Kampe | Mål   | Point |
| -------- | ----- | ----- | ----- |
| Rumænien | 2     | 33-14 | 3     |
| Sverige  | 2     | 23-17 | 3     |
| Schweiz  | 2     | 17-42 | 0     |

#### Gruppe D
| Dato  | Kamp                     | Res. |
| ----- | ------------------------ | ---- |
| 3.12. | Polen - Israel           | 19-3 |
| 3.12. | Danmark - Storbritannien | 36-1 |
| 4.12. | Polen - Storbritannien   | 30-7 |
| 4.12. | Danmark - Israel         | 17-0 |
| 5.12. | Israel - Storbritannien  | 14-6 |
| 5.12. | Polen - Danmark          | 9-9  |

| Hold           | Kampe | Mål   | Point |
| -------------- | ----- | ----- | ----- |
| Danmark        | 3     | 62-10 | 5     |
| Polen          | 3     | 58-19 | 5     |
| Israel         | 3     | 17-42 | 2     |
| Storbritannien | 3     | 14-80 | 0     |

### Hovedrunde
Hovedrunden havde deltagelse af de otte hold fra den indledende runde, der endte på første- eller andenpladsen i deres grupper. Holdene fra gruppe A og B samledes i gruppe I, mens holdene fra gruppe C og D blev samlet i gruppe II. Resultater af kampe mellem hold fra samme indledende gruppe blev overført til hovedrunden, således at holdene ikke skulle mødes en gang til.
Vinderne af de to grupper spillede finale om B-verdensmesterskabet, mens de to toere gik videre til bronzekampen. Treerne gik videre til den vigtige kamp om 5.-pladsen, hvor den sidste VM-kvalifikationsplads blev afgjort, mens firerne måtte tage til takke med at spille om 7.-pladsen.

#### Gruppe I
| Dato  | Kamp                       | Res.  |
| ----- | -------------------------- | ----- |
| 7.12. | Vesttyskland - Frankrig    | 14-10 |
| 7.12. | Jugoslavien - Holland      | 22-11 |
| 8.12. | Vesttyskland - Jugoslavien | 12-13 |
| 8.12. | Holland - Frankrig         | 20-9  |

| Hold         | Kampe | Mål   | Point |
| ------------ | ----- | ----- | ----- |
| Jugoslavien  | 3     | 57-34 | 6     |
| Vesttyskland | 3     | 36-33 | 3     |
| Holland      | 3     | 41-41 | 3     |
| Frankrig     | 3     | 30-56 | 0     |

#### Gruppe II
| Dato  | Kamp               | Res.  |
| ----- | ------------------ | ----- |
| 7.12. | Rumænien - Polen   | 15-15 |
| 7.12. | Danmark - Sverige  | 11-4  |
| 8.12. | Rumænien - Danmark | 11-9  |
| 8.12. | Sverige - Polen    | 10-20 |

| Hold     | Kampe | Mål   | Point |
| -------- | ----- | ----- | ----- |
| Polen    | 3     | 44-34 | 4     |
| Rumænien | 3     | 33-31 | 4     |
| Danmark  | 3     | 29-24 | 3     |
| Sverige  | 3     | 21-38 | 1     |

### Placeringskampe
| Dato               | Kamp                    | Res.  |
| ------------------ | ----------------------- | ----- |
| Kamp om 7.-pladsen |                         |       |
| 10.12.             | Sverige - Frankrig      | 18-15 |
| Kamp om 5.-pladsen |                         |       |
| 9.12.              | Holland - Danmark       | 16-15 |
| Bronzekamp         |                         |       |
| ?.12.              | Rumænien - Vesttyskland | 14-13 |
| Finale             |                         |       |
| 10.12.             | Jugoslavien - Polen     | 22-17 |

| Samlet rangering | Samlet rangering |
| ---------------- | ---------------- |
| Guld             | Jugoslavien      |
| Sølv             | Polen            |
| Bronze           | Rumænien         |
| 4.               | Vesttyskland     |
| 5.               | Holland          |
| 6.               | Danmark          |
| 7.               | Sverige          |
| 8.               | Frankrig         |